# Lee Meng-yuan
Lee Meng-yuan (kinesiska: 李孟遠; pinyin: Lǐ Mèngyuǎn), född 25 augusti 1994, är en taiwanesisk sportskytt.

## Karriär
Vid olympiska sommarspelen 2024 i Paris tog Lee brons i skeet. Han blev den första taiwanesiske olympiska medaljören i sportskytte genom tiderna.